# L'agente confidenziale
L'agente confidenziale (Confidential Agent) è un film del 1945 di produzione statunitense diretto da Herman Shumlin.
Il film è basato sul libro The Confidential Agent di Graham Greene (1939).